# 27.
◄ | 1. stoljeće pr. Kr. | 1. stoljeće | 2. stoljeće | ►
◄ | 0-ih pr. Kr. | 0-ih | 10-ih | 20-ih | 30-ih | 40-ih | 50-ih | ►
◄◄ | ◄ | 24. | 25. | 26. | 27. | 28. | 29. | 30. | ► | ►►
Astronomija • Književnost • Kršćanstvo

## Događaji
- Požar u Rimu.[1]
- Loše izgrađen amfiteatar u Fideni se srušio, ubivši 20 000 od 50 000 gledatelja.[2]
- Kršćanstvo je rođeno - koristeći datume i raspone navedene u Evanđelju po Luki, ova godina se može odrediti kao kada je Ivan Krstitelj počeo propovijedati na Jordanu. Također je vjerojatno da je Isusa krstio Ivan u posljednjim mjesecima ove godine prije njegovog iskušenja i prve od tri Pashe navedene u Evanđelju po Ivanu .
- U Riminiju je podignuta Slavoluk pobjede u čast bivšeg cara Augusta.

## Rođenja
- Herod Agripa II., kralj Judeje
- Petronije, rimski pisac i sufekt konzul († 66.)
- Wang Chong, kineski astronom i filozof († 100.)

## Smrti
- Publije Kvinktilije Var Mlađi, rimski plemić (r. 4.)

## Vanjske poveznice
|  | Zajednički poslužitelj ima još gradiva o temi 27. |